# La Route interrompue
The Broken Road
La Route interrompue (The Broken Road) est un récit de voyage de l'écrivain britannique Patrick Leigh Fermor (1915-2011), le dernier d'une série de trois livres racontant son voyage à pied à travers l'Europe depuis Hoek van Holland aux Pays-Bas jusqu'à Constantinople entre 1933 et 1934. 
Ce troisième volume fait suite à Le Temps des offrandes (A Time of Gifts) publié en 1977 et Entre fleuve et forêt (Between the Woods and the Water), publié en 1986.
Le manuscrit avait longtemps été considéré comme perdu avant d'être retrouvé après la mort de l'auteur en 2011,,. Le récit du voyage se poursuit depuis les gorges du Danube jusqu'au mont Athos, en Grèce.

## Hommage
En 2011, Nick Hunt réalise un voyage de 4 000 km en 7 mois depuis les Pays-Bas jusqu'à Istanbul dans les traces de Patrick Leigh Fermor. Il en tire un ouvrage : Walking the Woods and the Water: In Patrick Leigh Fermor’s footsteps from the Hook of Holland to the Golden Horn.